# گمینا پوشچا ماریانگسکا
گمینا پوشچا ماریانگسکا (به لهستانی:  Gmina Puszcza Mariańska) یک گمینا در لهستان است که در شهرستان ژراردوف واقع شده‌است. گمینا پوشچا ماریانگسکا ۱۴۲٫۴۱ کیلومتر مربع مساحت و ۸٬۴۱۱ نفر جمعیت دارد.